# Cantó de Besançon-Oest
El cantó de Besançon-Oest és un cantó francès del departament del Doubs, situat al districte de Besançon. Compta amb part del municipi de Besançon.

## Municipis
- Besançon (barris de Battant, Velotte, Canot, Grette-Butte, Saint-Ferjeux, Rosemont, Chaudanne i Prés-de-Vaux)

## Història
| Data d'elecció                           | Identitat        | Partit        | Qualitat |
| ---------------------------------------- | ---------------- | ------------- | -------- |
| 1973-1976                                | Jacques Weinman  | UDR           |          |
| 1976-1982                                | Robert Schwint   | PS            |          |
| 1982-1992                                | Michel Helvas    | Divers droite |          |
| 1992-1998                                | Michel Vialatte  | RPR           |          |
| 1998-                                    | Claude Jeannerot | PS            |          |
| les dades anteriors no són pas conegudes |                  |               |          |
|                                          |                  |               |          |